# Campeonato de Australasia 1926
Lista de los campeones del Abierto de Australia de 1926:

## Individual masculino
John Hawkes (AUS) d. James Willard (AUS),  4–6, 6–4, 3–6, 7–5, 8–6

## Individual femenino
Daphne Akhurst Cozens (AUS) d. Esna Boyd Robertson (AUS), 6–3, 6–2

## Dobles masculino
John Hawkes/Gerald Patterson (AUS)

## Dobles femenino
Meryl O'Hara Wood (AUS)/Esna Boyd (AUS)

## Dobles mixto
Esna Boyd (AUS)/John Hawkes (AUS)
| Predecesor: 1925                                       | Abierto de Australia 1926 | Sucesor: 1927                         |
| Predecesor: Campeonato nacional de Estados Unidos 1925 | Grand Slam 1926           | Sucesor: Torneo de Roland Garros 1926 |

- Datos: Q2714900